# Bezpieczna przystań (film)
Bezpieczna przystań (ang.: Safe Haven) – amerykański melodramat z 2013 roku w reżyserii Lasse Hallströma. Główne role w filmie zagrali Julianne Hough, Josh Duhamel oraz Cobie Smulders. Scenariusz powstał na podstawie powieści pod tym samym tytułem Nicholasa Sparksa z 2010 roku. Pierwotnie premiera filmu miała się odbyć 8 lutego, została jednak przesunięta na 14 lutego.

## Fabuła
Katie Feldman, kobieta z tajemniczą przeszłością ucieka z Bostonu do małego miasteczka Southport w Karolinie Północnej. Wkrótce po przyjęciu posady jako kelnerka w lokalnej restauracji, Katie (Julianne Hough) zaprzyjaźnia się z nową sąsiadką Jo (Cobie Smulders). W sklepie poznaje młodego wdowca Alexa (Josh Duhamel) i dwójkę jego dzieci, Lexie i Josha. Między Katie i Alexem szybko rodzi się uczucie. Dzieci mężczyzny zaczynają ją traktować jak matkę.
W międzyczasie bostoński policjant Kevin Tierney (David Lyons) wysyła list gończy za kobietą imieniem Erin, którą oskarża o usiłowanie zabójstwa. Przypadkowo Alex znajduje plakat w biurze policji i powiązuje osobę na zdjęciu z Katie. Powoduje to wielką kłótnię między bohaterami, która kończy się zerwaniem i ucieczką Katie z domu. Zanim udaje jej się wyjechać z miasta, zatrzymuje ją Alex i wyznaje miłość. Kobieta odwzajemnia uczucie i postanawia zostać w Southport. Opowiada o swojej przeszłości i okrutnym mężu alkoholiku, od którego długo nie mogła uciec. Podczas ostatniej bójki dźgnęła go nożem w obronie własnej i wyjechała z Bostonu.
Mąż Katie (Erin), Kevin, zostaje zawieszony za wysłanie listu gończego. Wychodzi także na jaw jego alkoholizm i okrucieństwo wobec żony. Wściekły, włamuje się do domu sąsiadki Katie z Bostonu i znajduje numer telefonu do restauracji w Southport, gdzie pracuje Katie. Pijany przyjeżdża do miasteczka i odkrywa szczęście jego żony. W nocy włamuje się do domu Alexa, w którym nocuje Katie. Między małżeństwem dochodzi do szarpaniny, która kończy się pożarem. Alex ratuje przebywającą w domu Lexie. W międzyczasie Katie wciąż walczy z Kevinem. Przypadkowo wypala broń mężczyzny, zabijając go.
Na końcu historii Alex wręcza Katie list napisany przez jego zmarłą żonę Carly, skierowany „do niej”. Po przeczytaniu listu i zobaczeniu fotografii kobiety, Katie odkrywa, że jej sąsiadka Jo była duchem żony Alexa, który doprowadził ją do miłości i szczęścia.

## Obsada
- Julianne Hough jako Katie Feldman/Erin Tierney
- Josh Duhamel jako Alex Wheatley
- Cobie Smulders jako Jo/Carly
- David Lyons jako Kevin Tierney
- Mimi Kirkland jako Lexie Wheatley
- Noah Lomax jako Josh Wheatley
- Irene Ziegler jako pani Feldman
- Robin Mullins jako Maddie
- Red West jako Roger
- Juan Carlos Piedrahita jako detektyw Ramirez
- Cullen Moss jako Deputy Bass
- Mike Pniewski jako Lieutenant Robinson
- Ric Reitz jako komisarz policji Mulligan

## Produkcja
Zdjęcia do filmu rozpoczęły się 18 czerwca 2012 roku w Wilmington i Southport w Karolinie Północnej. Część filmu została nakręcona w Luizjanie, natomiast pierwsza scena z Katie w autobusie „Coach America” niedaleko Grandfather Mountain w Linville, Karolina Północna.

## Nominacje
| Nagroda               | Kategoria | Wynik     |
| --------------------- | --- | --------- |
| Golden Trailer Awards | Najlepszy romantyczny spot TV                                                                                 | Wygrana   |
| Golden Trailer Awards | Najlepszy plakat romantyczny                                                                                  | Wygrana   |
| Golden Trailer Awards | Najlepszy romans                                                                                              | Nominacja |
| Golden Trailer Awards | Najlepszy muzyczny spot TV                                                                                    | Nominacja |
| Teen Choice Awards    | Ulubiony romans                                                                                               | Nominacja |
| Teen Choice Awards    | Ulubiona aktorka w romansie Julianne Hough                                                                    | Nominacja |
| Teen Choice Awards    | Ulubiony aktor w romansie Josh Duhamel                                                                        | Nominacja |
| Grammy                | Najlepsza piosenka napisana specjalnie dla formy wizualnej „We Both Know”, wyk. Colbie Caillat i Gavin DeGraw | Nominacja |
| Young Artists Rewards | Najlepszy występ w filmie pełnometrażowym – wspieranie młodych aktorów                                        | Nominacja |